# 永井直亮
永井 直亮（ながい なおすけ）は、江戸時代中期の大名。大和新庄藩の第2代藩主。永井家宗家6代。
元禄6年（1693年）、初代藩主永井直圓の次男として生まれる。長兄の直達が伯父である摂津高槻藩主永井直種の婿養子となったため、宝永7年（1710年）11月3日の父の隠居により家督を継いだ。同時に従五位下、播磨守に叙任された。享保8年（1723年）3月1日に大番頭となったが、病のため享保13年（1728年）6月11日に辞した。享保17年（1732年）閏5月4日に大坂定番となる。
前年に死去した父の後を追うように、元文2年（1737年）6月27日に死去した。享年45。跡を次男の直国が継いだ。